# Philgamia
Philgamia es un género con cuatro especies de plantas con flores  perteneciente a la familia Malpighiaceae. Es originario de Madagascar. El género fue descrito por  Henri Ernest Baillon  y publicado en Histoire Physique, Naturelle et Politique de Madagascar  5: t, 665, en el año 1894. La especie tipo es Philgamia hibbertioides Baill.

## Especies
- Philgamia brachystemon Arènes
- Philgamia denticulata  	Arènes
- Philgamia glabrifolia  	Arènes
- Philgamia hibbertioides Baill.